# Distretto di Südoststeiermark
Südoststeiermark (Stiria Sudorientale) è un distretto amministrativo dello stato di Stiria, in Austria. Il distretto è stato formato il 1º gennaio 2013 dalla fusione dei precedenti distretti di Feldbach e Radkersburg.

## Geografia antropica
Il distretto è suddiviso in 25 comuni, di cui 4 con status di città e 13 con diritto di mercato (2020).

### Città
- Bad Radkersburg
- Fehring
- Feldbach
- Mureck

### Comuni mercato
- Gnas
- Halbenrain
- Jagerberg
- Kirchbach-Zerlach
- Klöch
- Mettersdorf am Saßbach
- Paldau
- Riegersburg
- Sankt Anna am Aigen
- Sankt Peter am Ottersbach
- Sankt Stefan im Rosental
- Straden
- Tieschen

### Comuni
- Bad Gleichenberg
- Deutsch Goritz
- Edelsbach bei Feldbach
- Eichkögl
- Kapfenstein
- Kirchberg an der Raab
- Pirching am Traubenberg
- Unterlamm